# Síndrome HELLP
El síndrome HELLP és una complicació obstètrica greu considerada una variant de la preeclàmpsia. Apareix en el tercer trimestre de l'embaràs i, en ocasions, després del part.
L'acrònim HELLP prové de les inicials dels seus símptomes en anglès:
- Anèmia hemolítica, (Hemolytic anemia): hemòlisi o descomposició dels glòbuls vermells.
- Hipertransaminasèmia ., (Elevated Liver enzyme): elevació dels enzims hepàtics.
- Trombocitopenia (Low Platelet count)t: baix recompte de plaquetes.

## Signes i símptomes
Amb freqüència, les pacients amb síndrome de HELLP desenvolupen posteriorment hipertensió induïda per l’embaràs, o s'espera que es tornin preeclàmptiques. Fins a un 8% dels casos es presenten després del part.
Els símptomes més comuns són cefalea (30%), visió borrosa (90%), nàusees i vòmit (30%), dolor epigàstric (65%) i parestèsies. Pot aparèixer edema, encara que la seva absència no descarta el síndrome de HELLP. La hipertensió és freqüent, però no és una condició necessària per al diagnòstic, ja que un 20% de les pacients presenten pressió arterial normal. Pot ocórrer la ruptura de la càpsula hepàtica amb hematoma hepàtic secundari. Si les pacients presenten convulsions o coma, la malaltia progressa a eclàmpsia.
La coagulació intravascular disseminada s'observa en aproximadament el 20% de tots els casos de HELLP, i en el 84% quan es complica amb insuficiència renal aguda.
L'anèmia sol ser del tipus hemolític microangiopàtic i no autoimmune (Coombs negatiu).
Les pacients en fases inicials poden ser diagnosticades erròniament, cosa que incrementa el risc d’insuficiència hepàtica i morbiditat. Rarament, en pacients postcesària, pot aparèixer estats de xoc simulant una embòlia pulmonar o una hemorràgia reactiva.

## Diagnòstic
A qualsevol pacient amb sospita de síndrome de HELLP se li ha de realitzar una bateria d'anàlisi de sang: un hemograma, proves de funció hepàtica, proves de funció renal, electròlits i estudis de coagulació. Amb freqüència, els productes de degradació de la fibrina (PDF) s'han de mesurar, ja que poden estar elevats. L'enzim lactat deshidrogenasa és un marcador de hemòlisi i s’eleva a (>600 U/litre). La proteinúria està present, però sol ser lleu.
S'ha publicat que una prova positiva de dímer-D associada a preeclàmpsia no és predictiva per a pacients que desenvolupin el síndrome de HELLP. El dímer-D és l’indicador més sensible per detectar coagulopatia subclínica i pot tornar-se positiu abans que els estudis de coagulació mostrin anomalies.

## Factors de risc
Un índex de massa corporal elevat i els trastorns metabòlics, així com la síndrome antifosfolipídica, augmenten significativament el risc de síndrome de HELLP en totes les pacients. Les dones que han tingut o tenen familiars amb complicacions prèvies de síndrome de HELLP tenen un risc més alt en tots els seus embarassos posteriors.
El risc de síndrome de HELLP no està concloentment associat amb una variació genètica específica, però probablement una combinació de variacions genètiques, com el gen FAS, el gen VEGF, el gen del receptor de glucocorticoides i el gen del receptor tipus Toll, augmenten el risc.

## Tractament
El tractament principal per a les dones embarassades que pateixen la síndrome de HELLP és provocar el part i que donin a llum el nadó al més aviat possible, fins i tot si és prematur. Això es recomana i és el millor tractament, ja que les complicacions derivades de la síndrome poden ocórrer ràpidament i ser perjudicials tant per a la mare com per al nadó.
També pot ser necessari rebre: 
- Transfusió sanguínia
- Corticoesteroides per afavorir el desenvolupament dels pulmons del nadó
- Medicaments per tractar la hipertensió arterial
- Infusió de sulfat de magnesi per prevenir convulsions

## Història
El síndrome de HELLP va ser identificat com una entitat clínica diferenciada (en lloc de ser considerat una variant de la preeclàmpsia severa) pel Dr. Louis Weinstein l'any 1982. En un article de 2005, Weinstein va escriure que la mort inexplicada d'una dona en el postpart, que presentava hemòlisi, funció hepàtica anormal, trombocitopènia i hipoglucèmia, el va motivar a revisar la literatura mèdica i recopilar informació sobre casos similars. Va assenyalar que ja s'havien notificat casos amb característiques del síndrome de HELLP des de l'any 1954.